# Stern János
Stern János (Kolozsvár, 1929. május 19. – Guelph, 2014. január 27.[forrás?]) erdélyi magyar növényvédelmi szakíró és önéletrajzíró.

## Életútja, munkássága
Középiskoláit Kolozsváron és Nagybányán végezte. 1944-ben családjával együtt deportálták. A haláltábort túlélve hazatért s 1947-ben érettségizett. Ösztöndíjasként Leningrádban végezte a Mezőgazdasági Főiskolát (1953). Előbb Bukarestben, a Földművelésügyi Minisztérium növényvédelmi osztályán dolgozott; 1957–59 között a kolozsvári Mezőgazdasági Főiskolán a rovartan tanára; 1959-től növényvédelmi felügyelő volt Kolozsváron. Az 1970-es években kitelepedett Izraelbe, onnan Kanadába költözött.
Első növényvédelmi szakcikkét 1953-ban a Romániai Magyar Szó közölte, szakmai írásai a Falvak Dolgozó Népe, Előre és Igazság hasábjain is megjelentek.
Kanadában angol nyelven, John Martin néven publikált; magyarul Martin János néven jelentette meg visszaemlékezéseinek könyvét (Sorsvállalás. Egy megtért erdélyi magyar emlékiratai. Kolozsvár, 2007) amelyben így summázza huszadik századi sorsát: „Életrajzomnak a Sorsvállalás címet adtam. Vállaltam először zsidó sorsomat, majd keresztény életemet. Születésemtől halálomig pedig magyarságomat.”

## Kötetei
- A kolorádóbogár (Bukarest, 1959);
- Növényvédelmi kézikönyv (társszerzők E. Rădulescu és Mózes Pál, munkatársak Páll-Papp Olga és Kolosy Erzsébet, Bukarest, 1960);
- A mérgezési veszélyek elhárítása a növényvédelemben (Bukarest, 1961)
- Stern János–Nagy István: A vöröshere és a lucerna magkártevői; Maros Megye Mezőgazdasági, Élelmiszeripari és Vízügyi Főigazgatósága, Marosvásárhely, 1972

## Fordításai románból
- I. Babeş – T. Paju: Növényvédelmi útmutató (Bukarest, 1968);
- Védekezés a dísznövények betegségei és kártevői ellen (Bukarest, 1969)